# Fejérfalva
Fejérfalva (románul: Ferești, jiddisül פערעשט) falu Romániában, Máramaros megyében, a történeti Máramarosban.

## Fekvése
Máramarosszigettől 13 kilométerre délkeletre, a Kaszó patak bal partján fekszik.

## Nevének eredete
Sztán kaszói kenéz apja után nevezték el, aki a 14. században élt, és magyarul Fejér-nek, szlávul Bélá-nak, románul pedig Alb-nak hívták. Először 1402-ben, Feyrfalva néven említették. A középkorban Bélafalva néven is előfordult (Belafalwa, 1423). Román neve szintén a Fejér névből való, -ești helységnévképzővel, amelyben a /j/ kiesése után a két /e/ összevonódott (de 1808-ban még Fejéresti).

## Története
A 14. században települt előbb kenézi jogú, később kisnemesi falu. 1514-ben Ficza András nevű fejérfalvi nemes vagyonát veszítette a Dózsa György-féle parasztfelkelésben való részvétele miatt. 1600-ban kizárólag nemesi családok lakták. 1720-ban tizenöt nemesi telket számoltak benne össze. 1838-ban 311 görögkatolikus vallású lakosa volt. 1924-ben alakult újra ortodox egyháza.
1910-ben 441 lakosából 387 volt román és 49 német (jiddis) anyanyelvű; 386 görögkatolikus és 49 zsidó vallású.
2002-ben 493 román nemzetiségű lakosából 448 volt ortodox és 23 pünkösdista vallású.

## Látnivalók
- Ortodox fatemploma 1798-ban épült és nagyon jó állapotban maradt meg, csupán a legalsó gerendasort és a kőpadlót cserélték ki az idők során. A máramarosi fatemplomok kései, érett fázisából való, ezt jelzi például a kétszintes tornác. A pillérek ívhajlatai és az ajtó rombuszos díszítése barokk hatást sejtetnek. Belső festése több periódusban készült.
- Monumentális, faragott máramarosi kapuk.

## Képek

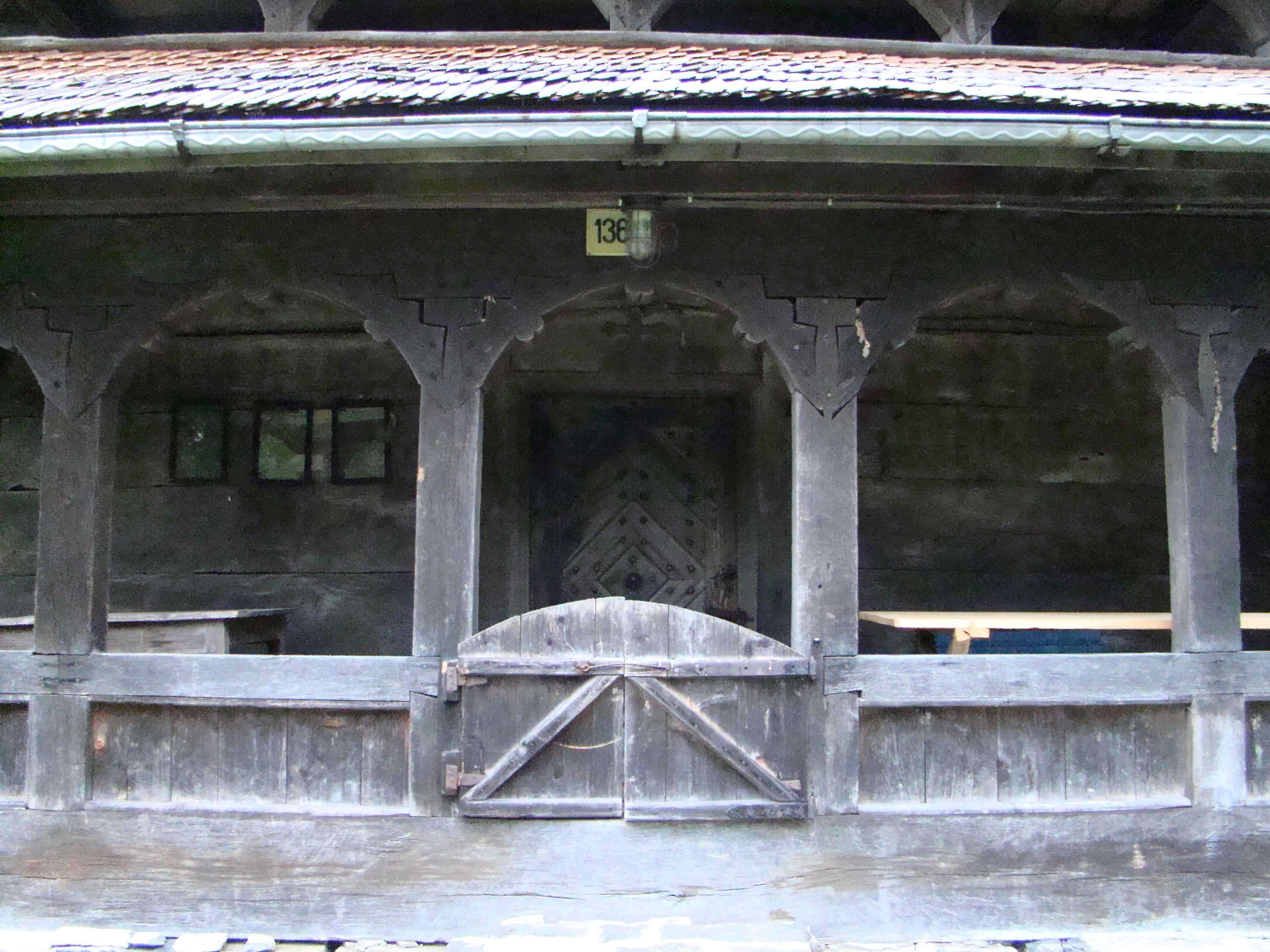
Az ortodox templom verandája
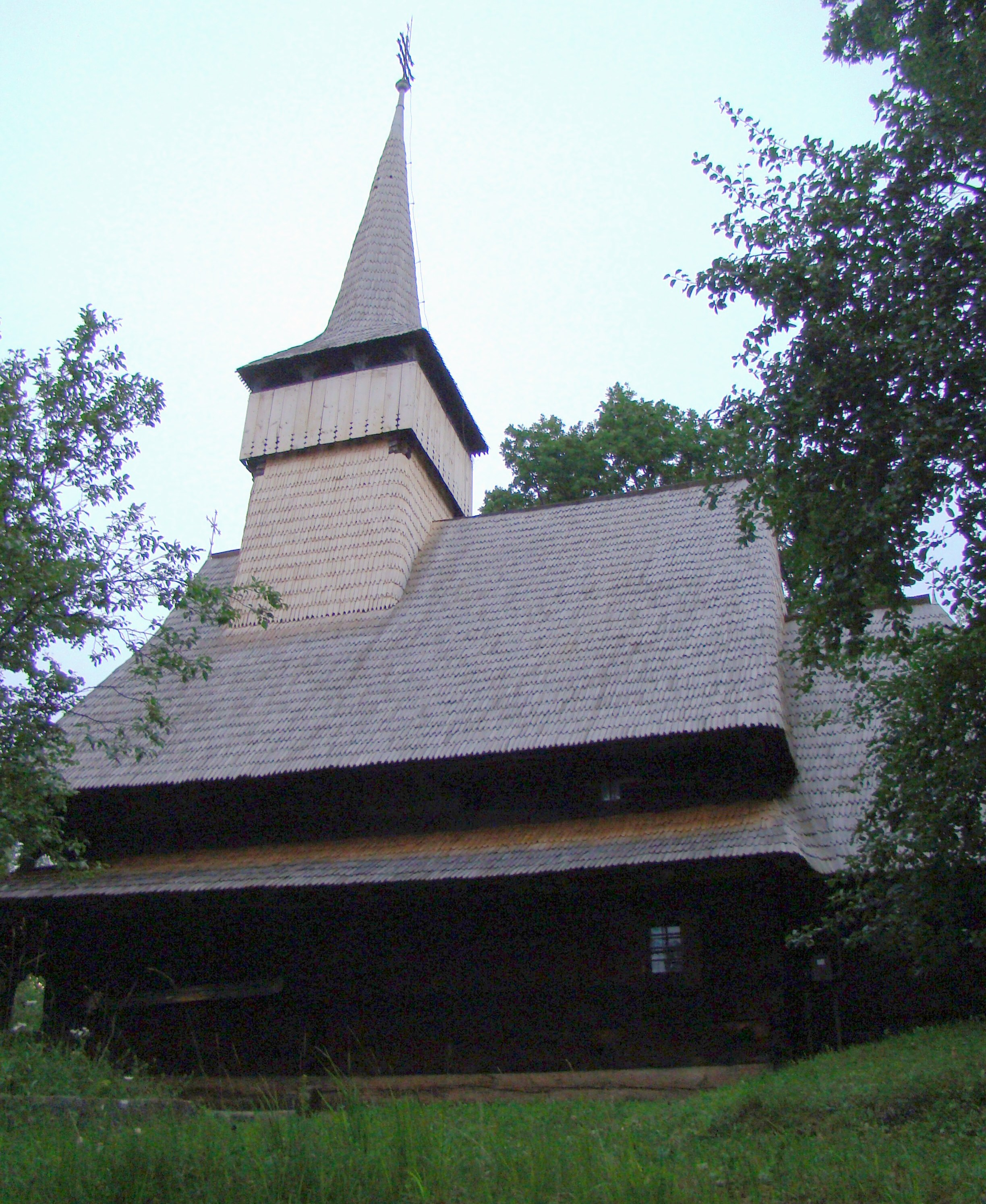
Fejérfalva fatemploma
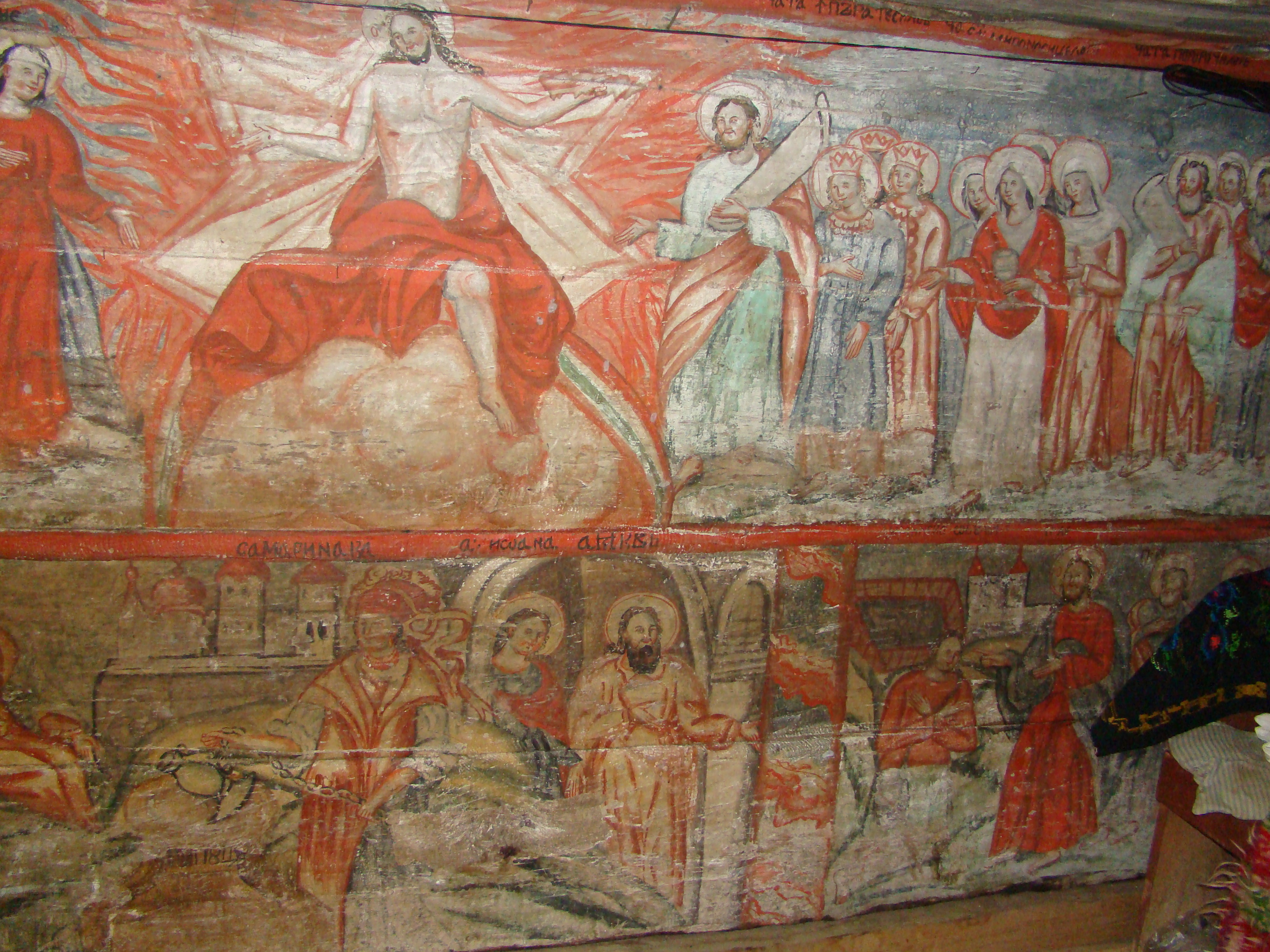
Templombelső - falfestmény
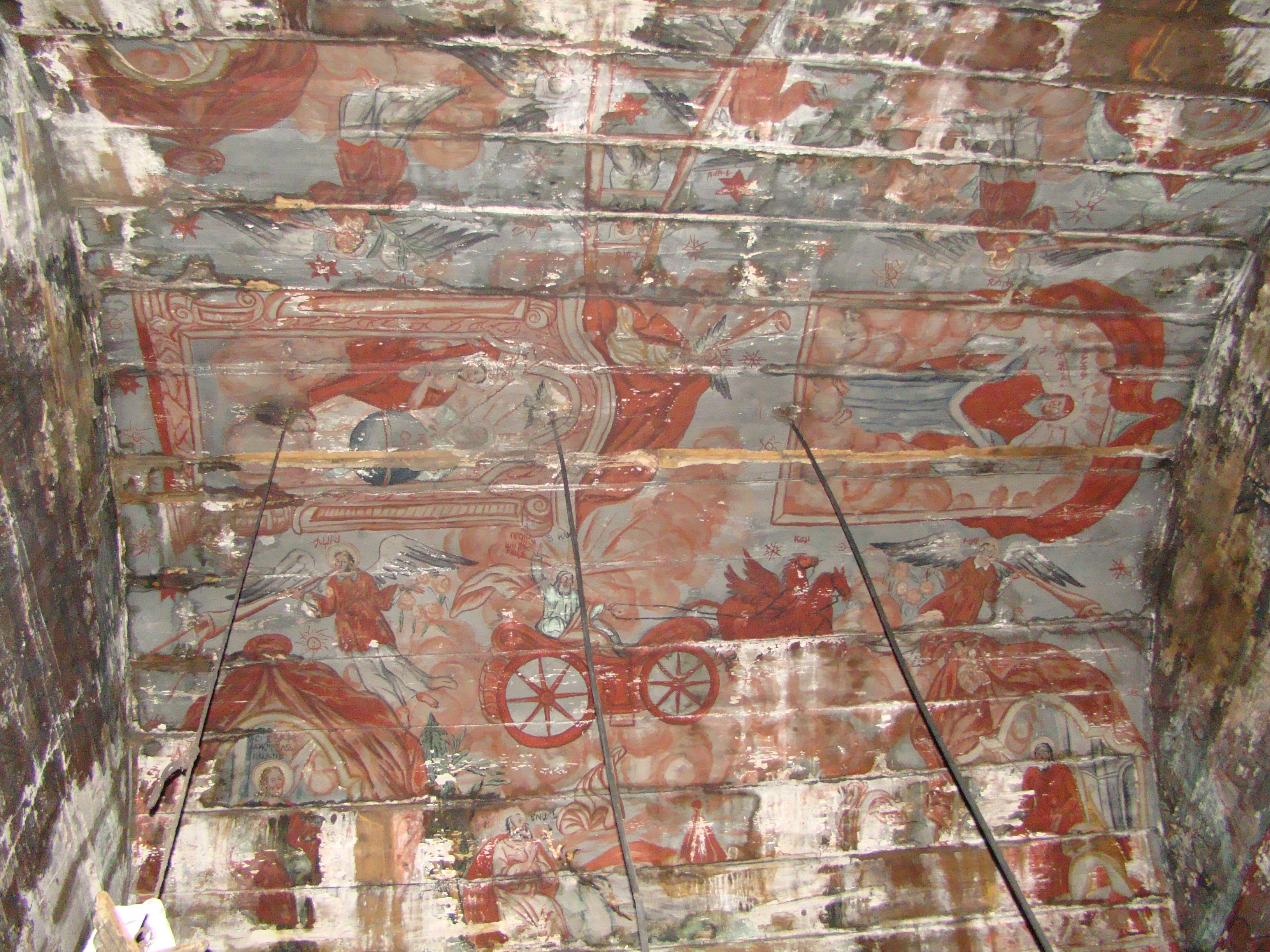
Templombelső - boltozat